# Tantuni
 (signalé en juin 2025).
Si vous disposez d'ouvrages ou d'articles de référence ou si vous connaissez des sites web de qualité traitant du thème abordé ici, merci de compléter l'article en donnant les références utiles à sa vérifiabilité et en les liant à la section « Notes et références ».
- Archive Wikiwix
- Bing
- Cairn
- DuckDuckGo
- E. Universalis
- Gallica
- Google
- G. Books
- G. News
- G. Scholar
- Persée
- Qwant
- (zh) Baidu
- (ru) Yandex
- (wd) trouver des œuvres sur Wikidata

 (juin 2024).

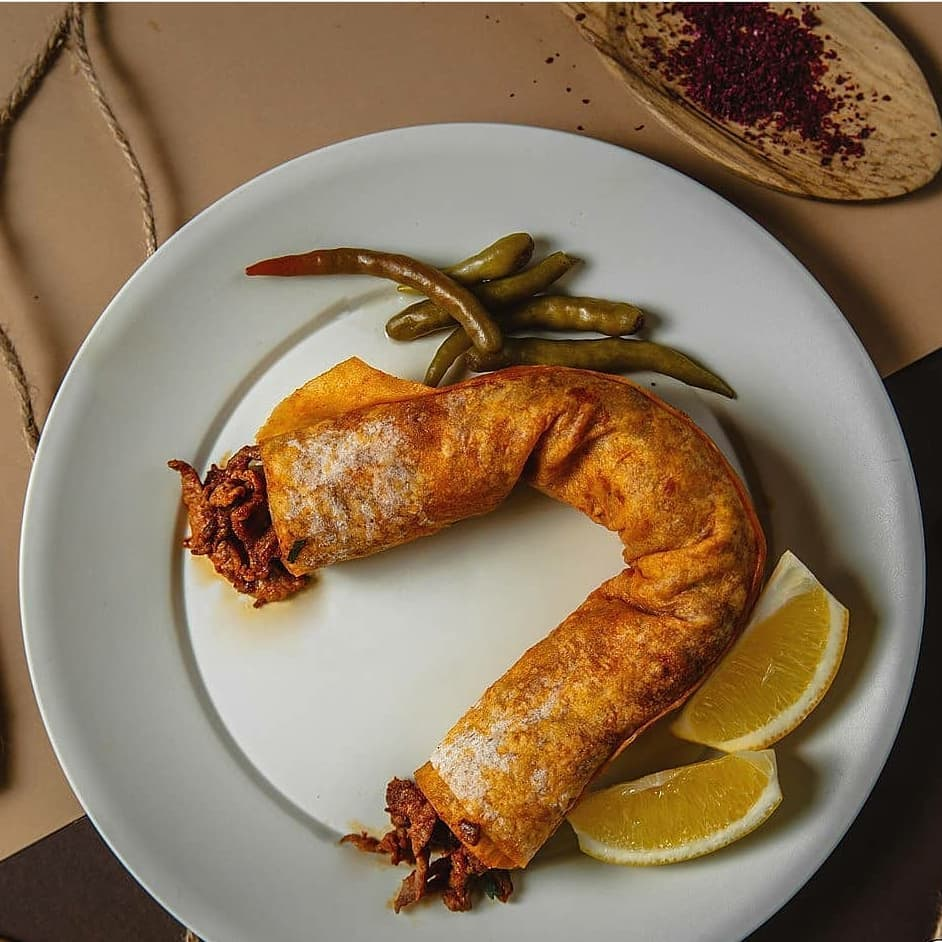
Tantuni

Le tantuni est un plat légèrement épicé composé de bœuf coupé en julienne ou parfois de poulet ou d'agneau sauté. C'est une spécialité de Mersin en Turquie.

## Description
La viande du tantuni est d'abord écrasée et bouillie dans de l'eau salée, puis frite dans de l'huile de coton. Ensuite, la viande est mélangée avec des oignons hachés, des tranches de tomates hachées, de préférence sans peau, des poivrons verts et du persil. La farce obtenue est assaisonnée d'épices, de poivre, de sel, et servie enveloppée dans du pain lavash.

## Variantes
Avec la tendance récente de la restauration rapide, le tantuni est proposé dans toute la Turquie comme une alternative plus saine et plus traditionnelle au fast-food. Il est généralement servi avec de l'ayran et des piments.
Il peut se manger comme un sandwich, sauf la variante nappée de yaourt généralement proposée en option.

## Voir également
- Cuisine turque